# MGM Animation/Visual Arts
MGM Animation/Visual Arts è stato uno studio di animazione fondato nel 1962 da Chuck Jones e Les Goldman come Sib-Tower 12 Productions. È noto per la produzione di 34 cortometraggi della serie Tom & Jerry, per lo speciale televisivo Come il Grinch rubò il Natale e per il film Il casello fantasma, tutti distribuiti dalla Metro-Goldwyn-Mayer.

## Storia
Lo studio nacque con l'amministrazione di una piccola azienda denominata "SIB Productions", che in precedenza aveva subappaltato la serie animata Rod Rocket alla Filmation. Il produttore Lou Scheimer e il regista Hal Sutherland lasciarono lo studio per far diventare la Filmation una società di produzione indipendente.
Quando Chuck Jones venne licenziato dalla Warner Bros. Cartoons, dove aveva lavorato per oltre 30 anni dirigendo le serie Looney Tunes e Merrie Melodies, la SIB Productions (rinominata Sib-Tower 12) ricevette un contratto dalla Metro-Goldwyn-Mayer per produrre una nuova serie di cartoni animati di Tom e Jerry, e un certo numero di animatori che avevano lavorato sotto Jones durante la sua carriera alla Warner Bros. lo seguirono alla Sib-Tower 12, in particolare Michael Maltese. Questi cortometraggi ebbero successo, e la MGM acquistò la Sib-Tower 12 e la ribattezzò "MGM Animation/Visual Arts" nel 1964. Questo studio proseguì con i corti di Tom e Jerry di Jones fino al 1967, con un totale di trentaquattro cartoni animati.
Oltre ai cartoni animati di Tom e Jerry, Jones lavorò su due corti cinematografici indipendenti. Il primo, Da punto a linea... con amore (1965), era un cartone animato astratto basato su un libro per bambini di Norton Juster. Vinse l'Oscar al miglior cortometraggio d'animazione ai Premi Oscar 1966. Nel 1967 Jones collaborò con il collega della Warner Bros. Frank Tashlin su The Bear that Wasn't, un adattamento del libro per bambini di Tashlin del 1943 su un orso che nessuno crede essere tale.
Lo studio si rivolse anche alla televisione, producendo tre acclamati speciali televisivi. Il primo fu Come il Grinch rubò il Natale, adattamento del racconto Il Grinch del Dr. Seuss, che diventò un pilastro della programmazione natalizia. Nel 1969 Jones divenne il primo ad adattare il fumetto Pogo di Walt Kelly in animazione, creando The Pogo Special Birthday Special. Il terzo fu un altro adattamento di Seuss, Horton e i piccoli amici di Chistaqua (1970).
Il lavoro più ambizioso dello studio fu il lungometraggio del 1970 Il casello fantasma, adattato dal libro di Norton Juster Il casello magico.
La MGM smise di distribuire corti animati cinematografici nel 1968. Chiuse lo studio di animazione interamente nel 1970, e praticamente tutto il personale seguì Jones nelle sue nuove iniziative, che furono programmi televisivi per la ABC e speciali televisivi, sotto il nome di Chuck Jones Enterprises.
I prodotti della MGM Animation/Visual Arts, insieme al resto della biblioteca pre-1986 della MGM, furono acquistati dalla Turner Entertainment nel 1986. La Turner si fuse con la Time Warner nel 1996, così ora la Warner Bros. controlla tutti i diritti di distribuzione della biblioteca della MGM Animation/Visual Arts – il che è ironico, dato che il licenziamento dalla WB di Chuck Jones contribuì a mantenere la MGM nel business dell'animazione fino al 1970.

## Filmografia

### Cinema
- 34 corti della serie Tom & Jerry (1963-1967)
- Da punto a linea... con amore (1965) - cortometraggio
- The Bear that Wasn't (1967) - cortometraggio
- Il casello fantasma (1970) - lungometraggio

### Televisione
- Come il Grinch rubò il Natale (1966) - speciale
- Off to See the Wizard (1967-1968) - serie
- The Pogo Special Birthday Special (1969) - speciale
- Horton e i piccoli amici di Chistaqua (1970) - speciale